# Steve Roach
Steve Roach (La Mesa, California, 16 de febrero de 1955) es un compositor e intérprete estadounidense de música ambient.
Su enfoque de la música ambient ha sido típicamente carente de ritmo, aunque sus discos basados en ritmo y ambient tribal son casi tan numerosos como los más atmosféricos. Algunas grabaciones están basadas sólo en sintetizadores, mientras que otras incluyen experimentos con guitarras, y otras reflejan influencias más étnicas.
Fue uno de los pioneros en el uso del didgeridoo en la música ambient, y aprendió a tocarlo durante sus extensos viajes a Australia durante los años 80. Su trabajo posterior con el músico mexicano Jorge Reyes ha introducido un elemento prehispánico en su música.
De entre su extensa -más de 80 álbumes- discografía cabe destacar: Structures From Silence (1984), Dreamtime Return (1988) y Quiet Music (1988).

## Discografía

### Álbumes en solitario
- Now (1982) – reeditado como Now / Traveler en 1992
- Traveler (1983) – reeditado como Now / Traveler en 1992
- Structures from Silence (1984) – remasterizado en 2001
- Quiet Music 1 (1986) – casete, colección en 1988/1999
- Empetus (1986) – remasterizado en 2008 como una colección de 2 CD.
- Quiet Music 2 (1986) – casete, colección en 1988/1999
- Quiet Music 3 (1986) – casete, colección en 1988/1999
- Quiet Music (1988) – completado como el doble CD Quiet Music: Complete Edition en 1999
- Dreamtime Return (1988) – 2 discos, remasterizado en 2005
- World's Edge (1992) – 2 discos
- The Lost Pieces (1993) – colección de rarezas
- Origins (1993)
- The Dream Circle (1994)
- Artifacts (1994)
- The Dreamer Descends (1995) – CD de 3 pulgadas.
- The Magnificent Void (1996)
- On This Planet (1997)
- Slow Heat (1998)
- Truth & Beauty: The Lost Pieces Volume Two (1999) – colección de rarezas
- Atmospheric Conditions (1999)
- Light Fantastic (1999)
- Early Man (2000) – 2 discos
- Midnight Moon (2000)
- Time of the Earth (2001)
- Core (2001)
- Streams & Currents (2001)
- Darkest Before Dawn (2002)
- Mystic Chords & Sacred Spaces (2003) – 4 discos
- Texture Maps: The Lost Pieces Vol. 3 (2003) – colección de rarezas
- Life Sequence (2003)
- Fever Dreams (2004)
- Holding the Space: Fever Dreams II (2004)
- Places Beyond: The Lost Pieces Vol. 4 (2004) – colección de rarezas
- Possible Planet (2005)
- New Life Dreaming (2005)
- Immersion : One (2006)
- Proof Positive (2006)
- Kairos: The Meeting of Time and Destiny (2006) – CD + DVD
- Immersion : Two (2006)
- Fever Dreams III (2007) – 2 discos
- Immersion : Three (2007) – 3 discos
- A Deeper Silence (2008)
- Dynamic Stillness (2009) – 2 discos
- Destination Beyond (2009)
- Afterlight (2009)
- Immersion : Four (2009)
- Sigh of Ages (2010)
- Immersion Five – Circadian Rhythms (2011)
- Groove Immersion (2012)
- Back to Life (2012)
- Soul Tones (2012)
- Future Flows (2013)
- Spiral Meditations (2013)
- The Delicate Forever (2014)
- The Delicate Beyond (2014)
- Bloodmoon Rising Night 2 (2014)
- Invisible (2015)
- Bloodmoon Rising Night 3 (2015)
- Skeleton Keys (2015)
- Etheric Imprints (2015)
- Vortex Immersion Zone (2015)
- Skeleton – Spiral Passage (2015)
- Emotions Revealed (2015)
- This Place to Be (2016)
- Shadow of Time (2016)
- Painting in the Dark (2016)
- Fade to Gray (2016)
- Spiral Revelation (2017)
- The Passing (2017)
- Nostalgia for the Future (2017)
- Long Thoughts (2017)
- Eclipse Mix (2017)
- Molecules of Motion (2018)
- Return to the Dreamtime (2018)
- Electron Birth (2018)
- Mercurius (2018)
- Atmosphere for Dreaming (2018)

### Álbumes en directo
- Stormwarning (1989)
- All Is Now (2002) – 2 discos
- Storm Surge: Steve Roach Live at NEARfest (2006)
- Arc of Passion (2008) – 2 discos
- Landmass (2008)

### Colaboraciones
- Moebius (1979) – como miembro del grupo Moebius.
- Western Spaces (1987) – con Kevin Braheny.
- The Leaving Time (1988) – con Michael Shrieve.
- Desert Solitaire (1989) – con Michael Stearns y Kevin Braheny.
- Strata (1990) – con Robert Rich
- Australia: Sound of the Earth (1990) – con David Hudson y Sarah Hopkins
- Forgotten Gods (1992) – con Jorge Reyes y Suso Saiz como Suspended Memories.
- Soma (1992) – con Robert Rich.
- Ritual Ground (1993) – con Elmar Schulte.
- Earth Island (1994) – con Jorge Reyes y Suso Saiz como Suspended Memories.
- Kiva (1995) – con Michael Stearns y Ron Sunsinger.
- Well of Souls (1995) – 2 discos, con Vidna Obmana.
- Halcyon Days (1996) – con Stephen Kent y Kenneth Newby.
- Cavern of Sirens (1997) – con Vidna Obmana.
- Dust to Dust (1998) – con Roger King.
- Ascension of Shadows: Meditations for the Millennium (1999) – 3 discos, con Vidna Obmana (reeditado en 2008 en tres álbumes independientes).
- Body Electric (1999) – con Vir Unis.
- Vine ~ Bark & Spore (2000) – con Jorge Reyes.
- Circles & Artifacts (2000) – con Vidna Obmana.
- Live Archive (2000) –  en directo, con Vidna Obmana (reeditado en 2009 en 2 discos como Spirit Dome – Live Archive).
- The Serpent's Lair (2000) – 2 discos, con Byron Metcalf.
- Prayers to the Protector (2000) – con Thupten Pema Lama.
- Blood Machine (2001) – con Vir Unis.
- InnerZone (2002) – con Vidna Obmana.
- Trance Spirits (2002) – con Jeffrey Fayman, Robert Fripp & Momodou Kah.
- Spirit Dome (2004) – con Vidna Obmana (reeditado en 2009 como el álbum doble Spirit Dome – Live Archive).
- Mantram (2004) – con Byron Metcalf and Mark Seeling.
- The Shaman's Heart (2005) – con Byron Metcalf.
- Terraform (2006) – con Loren Nerell (reeditado en 2009).
- Somewhere Else (Ascension of Shadows I) (2008) – con Vidna Obmana.
- The Memory Pool (Ascension of Shadows II)  (2008) – con Vidna Obmana.
- Revealing the Secret (Ascension of Shadows III)  (2008) – con Vidna Obmana.
- Nada Terma (2008) – con Byron Metcalf y Mark Seeling.
- Stream of Thought (2009) – con Erik Wøllo.

### Recopilaciones
- Dreaming... Now, Then: A Retrospective 1982–1997 (1999) – 2 discos
- Pure Flow: Timeroom Editions Collection 1 (2001)
- Day Out of Time (2002)
- Space and Time: An Introduction to the Soundworlds of Steve Roach (2003)